# 鰻轟山
鰻轟山（うなぎとどろやま）は、徳島県海陽町と那賀町の境にある山。標高は1,046.0m。四国百山選定。

## 地理
中部山渓県立自然公園に属する。南の麓に轟神社、轟の滝があり、川を王余魚谷（かれいだに）という。「轟神社由緒記」によると、ここにカレイが泳いでいたという。また口碑によれば、大きなウナギが住んでいたとも云われている。
登山コースは、国道195号の海川口から国道193号に入って南下し、郡境の霧越峠にたつ開通記念碑の所から山道に入り、南西に延びる尾根をたどる。